# World Series Baseball (série de jogos eletrônicos)
World Series Baseball (também conhecido pela sigla WSB) é uma série de jogos eletrônicos de beisebol  publicado pela Sega, sua primeira versão foi lançada em 1994 para o Mega Drive e para o Game Gear, a última versão foi lançada em  2003 para PlayStation 2 e Xbox, no total foram oito jogos lançados pela série.

## Jogos
| Nome                                    | Plataforma                    |
| --------------------------------------- | ----------------------------- |
| World Series Baseball (jogo eletrônico) | Mega Drive, Game Gear         |
| World Series Baseball '95               | Mega Drive, Game Gear         |
| World Series Baseball '96               | Mega Drive, Microsoft Windows |
| World Series Baseball II                | Sega Saturn                   |
| World Series Baseball '98               | Mega Drive, Sega Saturn       |
| World Series Baseball 2K1               | Dreamcast                     |
| World Series Baseball 2K2               | Dreamcast, Xbox               |
| World Series Baseball 2K3               | PlayStation 2, Xbox           |